# Аґнес Мортон
Аґнес Мортон (англ. Agnes Morton; 6 березня 1872 — 5 квітня 1952) — колишня британська тенісистка.
Перемагала на турнірах Великого шолома в парному розряді.

## Фінали турнірів Великого шолома

### Одиночний розряд (2 поразки)
| Результат | Рік   | Турнір               | Покриття | Суперниця      | Рахунок       |
| --------- | ----- | -------------------- | -------- | -------------- | ------------- |
| Поразка   | 19081 | Вімблдонський турнір | Трава    | Шарлотта Купер | 4–6, 4–6      |
| Поразка   | 19092 | Вімблдонський турнір | Трава    | Дора Бутбі     | 4–6, 6–4, 6–8 |

### Парний розряд (1 перемога)
| Результат | Рік  | Турнір               | Покриття | Партнерка     | Суперниці                        | Рахунок  |
| --------- | ---- | -------------------- | -------- | ------------- | -------------------------------- | -------- |
| Перемога  | 1914 | Вімблдонський турнір | Трава    | Елізабет Раян | Едіт Геннем Етель Томсон-Ларкомб | 6–1, 6–3 |